# Антоновка (Любашёвский район)
Анто́новка (укр. Антонівка) — село, относится к Любашёвскому району Одесской области Украины.
Население по переписи 2001 года составляло 191 человек. Почтовый индекс — 66524. Телефонный код — 4864. Занимает площадь 0,983 км². Код КОАТУУ — 5123381803.

## Местный совет
66523, Одесская обл., Любашёвский р-н, с. Ивановка